# Cuộc chiến không giới tuyến
Cuộc chiến không giới tuyến là một bộ phim truyền hình được thực hiện bởi Trung tâm Phim Truyền hình Việt Nam, Đài Truyền hình Việt Nam cùng Tổng cục Chính trị Quân đội nhân dân Việt Nam, do Nguyễn Danh Dũng làm đạo diễn. Phim phát sóng vào lúc 21h00 từ thứ 2 đến thứ 6 hàng tuần bắt đầu từ ngày 11 tháng 9 năm 2023 và kết thúc vào ngày 8 tháng 11 năm 2023 trên kênh VTV1.

## Nội dung
Cuộc chiến không giới tuyến xoay quanh Trung tá Trần Đình Trung (Việt Anh), một quân nhân ưu tú, vừa được điều động làm Đồn trưởng Đồn Biên phòng Mường Luông. Anh và các đồng đội ngày đêm canh giữ biên cương, chiến đấu với tội phạm ma túy, buôn lậu và thực hiện nhiều công tác đặc thù khác để giúp đồng bào dân tộc thiểu số có cuộc sống tốt hơn. Một tuyến truyện khác là câu chuyện của Trần Đình Hiếu (Trần Trung Kiên). Hiếu là em trai của Trung, vốn ngỗ ngược nhưng dần dần trưởng thành trong quá trình thực hiện nghĩa vụ quân sự tại một đơn vị Hải quân. Hình ảnh hai anh em Trung – Hiếu, một người canh giữ vùng biên, một người bảo vệ vùng biển trời Tổ quốc, mang ý nghĩa biểu trưng cho những người lính "Bộ đội Cụ Hồ" thời kỳ mới.

## Diễn viên

### Diễn viên chính
- Việt Anh trong vai Trung tá Trần Đình Trung[6][7]
- Hoàng Hải trong vai Trung tá Nguyễn Minh Quang[7][8]
- Thu Quỳnh trong vai Lang Phương[9]
- Hà Việt Dũng trong vai Mai Văn Đoàn[10][11]
- Tô Dũng trong vai Trung úy,   Thượng úy Lê Sỹ Hưng[12]
- Phan Thắng trong vai Đại úy Nguyễn Tuấn Anh[13]
- Trần Trung Kiên trong vai Trung sĩ Trần Đình Hiếu[14]
- Hoàng Chí Công trong vai Thiếu tá, Trung tá Đỗ Mạnh
- Việt Bắc trong vai Đại úy Nguyễn Thành Văn[15]

### Diễn viên phụ
- Sỹ Toàn trong vai Thào A Hề[16][17]
- Bùi Bài Bình trong vai Thầy Lang Tâm[18]
- Phú Kiên trong vai Đại tá Nguyễn Đức An
- Tú Oanh trong vai Cô Ngần
- Ngọc Tản trong vai Bà Ngân
- Thái Sơn trong vai Giàng A Rể[10][19]
- Nguyễn Long Vũ trong vai Thào A Cương[20][10]
- Đặng Minh Cúc trong vai Vừ Thị Sú[21]
- Hồng Nhung trong vai Lý Thị Chà[10]
- Trần Việt Hoàng trong vai Trung sĩ Dương Văn Thái[22]
- Hoàng Triều Dương trong vai Trần Phạm Hoàng
- Đào Nguyễn Ánh trong vai Đặng Xuân Sơn
- Hà Anh trong vai Măng
- Phụng Nghi trong vai Vải
- Đào Phương Anh trong vai Hoa Ban
- Lý Thanh Kha trong vai Thào A Hoàn
- Gia Bảo trong vai Lý A Vừ
- Lưu Huyền Trang trong vai Linh
- Lê Khả Sinh  trong vai Vũ Xuân Hòa
- Trung Đức trong vai Thượng uý Phạm Văn Cảnh
- Trần Chiến trong vai Thiếu uý Lương Phong Vũ
- Phương Nam trong vai Thượng uý Nguyễn Lê Toàn
- Minh Hiếu trong vai Chiến sĩ Trần Hoàng Quân
- Bùi Vũ Phong trong vai Dáy
- Hoàng Huy trong vai Túc
- Hoàng Phúc Anh trong vai Đặng Minh Thông
- Minh Coca trong vai Pùa Sình
- Quang Lâm trong vai Chú Pùa Sình
- Hoàng Ngọc Hải trong vai Đàn em Thào A Hề
- Minh Thu trong vai Vợ Hưng
- Khánh Linh trong vai Người yêu Hiếu

## Sản xuất
Cuộc chiến không giới tuyến do Nguyễn Danh Dũng làm đạo diễn, với phần kịch bản được chấp bút bởi nhóm biên kịch gồm Thu Thủy, Dương Hồng Hải và Đức Bảo. Quá trình làm phim được chia làm 2 giai đoạn, phần 1 được khai máy từ tháng 7 năm 2023 và đóng máy vào tháng 10 cùng năm, phần 2 dự kiến sản xuất vào tháng 1 năm 2024. Bối cảnh chính của phim được ghi hình tại xã Lóng Sập, huyện Mộc Châu, tỉnh Sơn La. Đây là bộ phim truyền hình dài tập về "Bộ đội Cụ Hồ trong thời kỳ mới" do Bộ Quốc phòng và Đài Truyền hình Việt Nam phối hợp sản xuất, thực hiện nhân dịp kỷ niệm 80 năm ngày thành lập Quân đội nhân dân Việt Nam và 35 năm ngày Hội Quốc phòng toàn dân.
Vai chính trong phần 1 của phim lần lượt do Việt Anh, Hoàng Hải, Thu Quỳnh và Hà Việt Dũng thủ vai, ngoài ra bộ phim còn có sự góp mặt của một số diễn viên như Tô Dũng, Việt Bắc, Phan Thắng... Diễn viên Thu Quỳnh cho biết, để vào vai Lang Phương, cô đã có những tháng ngày ăn, ở cùng bà con để tìm hiểu về phong tục, tập quán của người dân vùng cao. Buổi họp báo ra mắt bộ phim diễn ra vào ngày 5 tháng 9 năm 2023. Phần 1 của tác phẩm đã chính thức phát sóng vào lúc 21h00 từ thứ Hai đến thứ Sáu hàng tuần, bắt đầu từ ngày 11 tháng 9 năm 2023 trên kênh VTV1.

## Đón nhận
Trong tuần phát sóng từ ngày 18 tháng 9 đến 24 tháng 9 năm 2023, bộ phim dẫn đầu danh sách top 10 chương trình truyền hình được xem nhiều nhất cả nước với rating là 4.9%. Tuy nhiên, diễn xuất của Việt Anh đã gây ra nhiều tranh cãi cho khán giả. Một số khán giả cho rằng Việt Anh chỉ phù hợp với vai diễn phản diện, "không hợp" với vai diễn chính diện.
Tác phẩm đã nằm trong số 10 phim truyền hình Việt có rating cao nhất cả nước năm 2023, với tỷ suất người xem trung bình là 4.1%.
Vào tháng 11 năm 2022, bộ phim được Bộ Quốc phòng trao tặng bằng khen vì đã góp phần lan tỏa hình ảnh, phẩm chất cao đẹp của "Bộ đội Cụ Hồ"; chuyển tải những thông điệp giàu tính nhân văn, tình yêu và trách nhiệm với cộng đồng, với xã hội đến với đông đảo khán giả trên khắp mọi miền đất nước.

## Giải thưởng và đề cử
| Năm  | Giải thưởng  | Hạng mục               | Đề cử     | Kết quả | Tham khảo |
| ---- | ------------ | ---------------------- | --------- | ------- | --------- |
| 2023 | Ấn tượng VTV | Diễn viên nam Ấn tượng | Hoàng Hải | Đề cử   | [ 34 ]    |

## Thay đổi lịch phát sóng
- Tập 14 của phim ban đầu được phát sóng vào ngày 28 tháng 9, tuy nhiên do trùng lịch phát sóng chương trình truyền hình trực tiếp Tôn vinh điển hình tiên tiến về phòng cháy chữa cháy, nên được dời sang ngày 29 tháng 9.
- Tập 23 của phim ban đầu được phát sóng vào ngày 12 tháng 10, tuy nhiên do trùng lịch phát sóng chương trình truyền hình trực tiếp Lễ trao giải thường toàn quốc về thông tin đổi ngoại lần thứ VI, nên được dời sang ngày 13 tháng 10.[35]
- Tập 37 của phim ban đầu được phát sóng vào ngày 2 tháng 11, tuy nhiên do trùng lịch phát sóng chương trình truyền hình trực tiếp Hồ Chí Minh - Hành trình khát vọng, nên được dời sang ngày 3 tháng 11.[36]